# Tridentarius dentatus
Tridentarius dentatus là một loài ốc biển, là động vật thân mềm chân bụng sống ở biển trong họ Strombidae, họ ốc nhảy.

## Hình ảnh

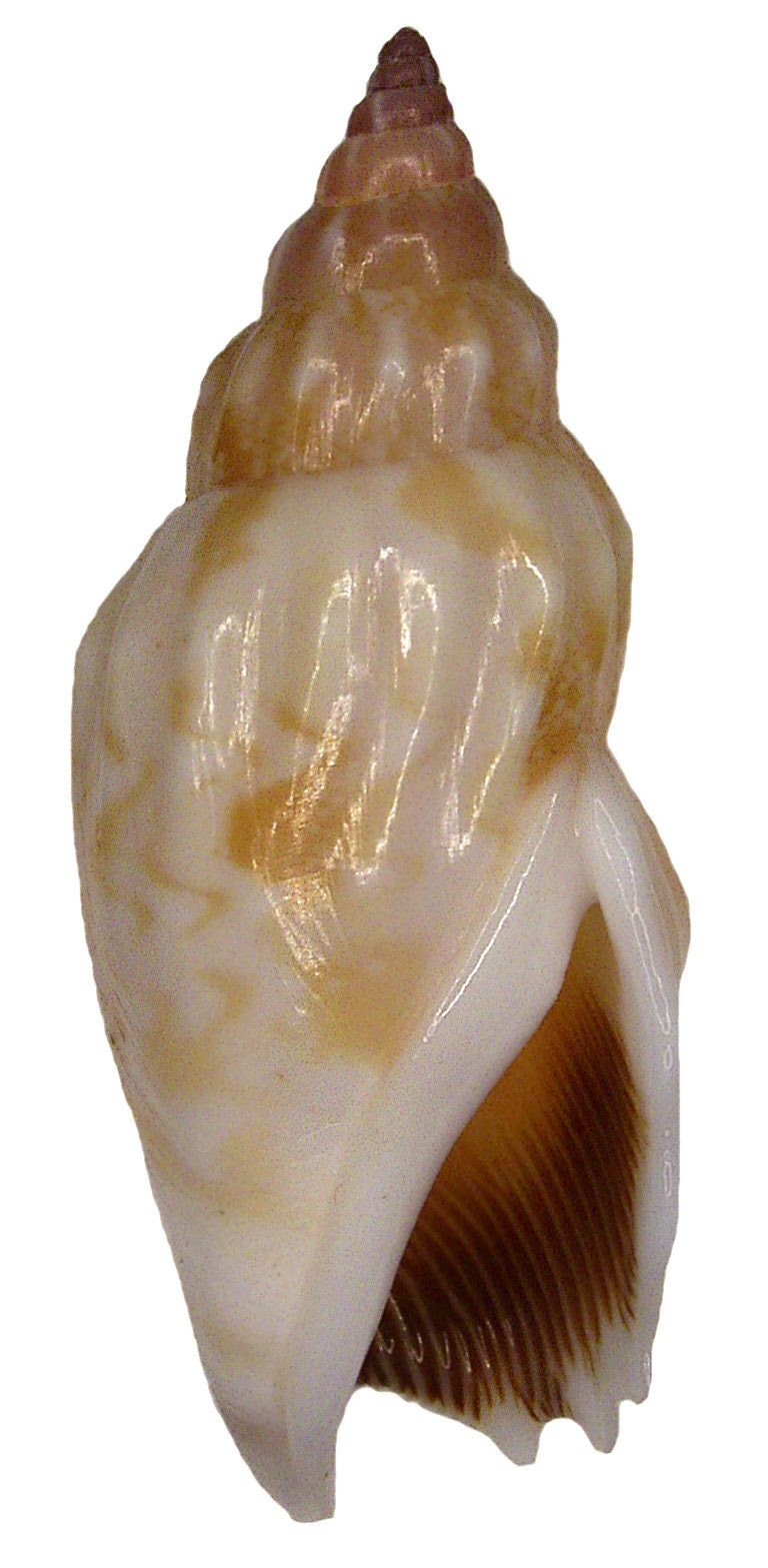